# Age of Conan: Hyborian Adventures
Age of Conan: Hyborian Adventures (comunemente detto AoC) è un MMORPG basato sul mondo fantasy di Conan, creato da Robert E. Howard. Situato nel 10.000 a.C. nel mondo di Hyboria, I giocatori potranno vivere la loro vita virtuale, conoscendo e affrontando i mostri presenti dei 70 anni di storia di Conan, fino ad affrontarlo. Il giocatore può creare una gilda, così da completare delle missioni inspirate fedelmente ai lavori di Robert E. Howard.
Il gioco avrebbe dovuto essere reso disponibile anche per Xbox 360, ma questa opzione è stata definitivamente annullata il 24 marzo 2011.

## Tipo di Server
I server sono divisi in:
- PVE: Ovvero "Player Versus Enemies", i giocatori non si possono attaccare a meno che non diano tutti e due il consenso.
- PVP: Ovvero "Player Versus Player", server in cui i giocatori si possono attaccare in qualsiasi luogo e momento.
- HC-PVP: server Hard Core PvP, dove esiste un loot parziale degli oggetti dei giocatori in PvP[senza fonte]

## Razze
Al momento del lancio del gioco erano disponibili solo 3 razze giocabili. Con l'arrivo della prima espansione è stata aggiunta una quarta razza, il Khitan. Il mondo di Hyboria, ambientato nel 10.000 a.C., è estremamente vasto. Pertanto ci sono numerose razze che popolano il mondo e le sue diverse nazioni. In Age of Conan le razze umane attualmente giocabili sono:
- Aquilonians
- Stygians
- Cimmerians
- Khitan (dall'espansione "Rise of the Godslayer")

Ogni razza ha i suoi vantaggi e i suoi svantaggi: i Cimmeri, ad esempio, sono famosi per la loro abilità con la spada, mentre gli Stygiani sono rinomati in tutto il mondo per i loro poteri magici. Non ci sono differenze nel combattimento tra personaggi maschio e femmina.

## Classi
Durante la creazione del personaggio si sceglie l'aspetto estetico: si possono modificare vari parametri fisici come muscolatura, statura, età, corporatura. Le classi sono divise tra le 4 razze:
| Aquilonian                                      | Cimmerian                                       | Stygian                                               | Khitan                                              |
| ----------------------------------------------- | ----------------------------------------------- | ----------------------------------------------------- | --------------------------------------------------- |
| Rogue - Assassin - Ranger - * Barbarian         | Rogue - Ranger - * Barbarian                    | Rogue - Assassin - Ranger                             | Rogue - Assassin - Ranger                           |
| Priest - * Priest of Mitra                      | Priest - Bear Shaman                            | Priest - Tempest of Set                               | Priest - Bear Shaman                                |
|                                                 |                                                 | Mage - Necromancer - Herald of Xotli - * Demonologist | Mage - Necromancer - Herald of Xotli - Demonologist |
| Soldier - * Guardian - Dark Templar - Conqueror | Soldier - * Guardian - Dark Templar - Conqueror |                                                       | Soldier - Guardian - Dark Templar                   |

Le classi indicate dall'asterisco (*) sono le classi giocabili anche dagli utenti free to play.

## PVP
Il PvP in AoC è diverso dal PvP degli altri MMORPG: non ci sono due o più fazioni contrapposte, ma tutti i giocatori possono decidere se essere nemici o alleati. Questa scelta è regolata dal tipo di server (vedi sopra). Oltre a poter partecipare a "PvP Mini games" i giocatori potranno erigere nei regni di confine le loro basi di gilda (simili a castelli) da dove potranno attaccare e venire attaccati da altre gilde nemiche.
Il PvP in AoC si svolge principalmente nei minigame, che allo stato attuale (febbraio 2012) sono questi 5:
- Hallowed Vault: minigame 6vs6 incentrato sul classico capture the flag.
- The Lost Temple: minigame 6vs6 incentrato sul classico capture the flag.
- Blood Ravine: minigame 6vs6 incentrato sul classico capture the flag.
- Totem Torrent: minigame 6vs6 incentrato sul death match e sul conquistare dei quartieri per distruggere il totem avversario.
- Call of Jhebbal Sag: minigame 12vs12 incentrato sulla conquista e controllo di territori.

Oltre ai minigame, ci sono anche gli "Shrines of Bori", un contenuto PvP "open world" (in campo aperto) dove lo scopo è raccogliere delle risorse all'interno della mappa e sacrificarle su un altare in precedenza conquistato. L'altare posseduto può essere distrutto o conquistato da altri giocatori e le risorse PvP usate possono essere "droppate" dai giocatori uccisi che le perderanno dal loro inventario.
Per quanto riguarda le "città" assediabili, ci sono per ogni server 8 luoghi in cui una gilda può eregere la propria città PvP, che potrà essere conquistata/distrutta da una gilda avversaria. Questo avverrà in alcune finestre di vulnerabilità scelte dalla gilda che difende e l'attacco deve essere fatto con largo preavviso. La città PvP come la città PVE, ha tre livelli/tier di miglioramento e ogni edificio darà dei bonus PvP alla gilda che li possiede: per questo è fondamentale per le gilde PvP riuscire a possedere una città PvP. Gli assedi sono progettati per uno scontro 48vs48, per questo solo le poche gilde o alleanze forti e numerose potranno ambire a questi contenuti.

## Innovazioni
Presenta numerose differenze rispetto agli MMORPG usciti precedentemente. La prima è l'elevata personalizzazione del personaggio: il gioco prevede una personalizzazione completa in tutto e per tutto del proprio alter ego online. Presenta più di 20 caratterizzazioni del personaggio e moltissime solo per il viso.
La seconda innovazione consiste nel sistema di combattimento, definito come Real Combat, che prevede un sistema più dinamico rispetto agli altri MMORPG dove basta cliccare la barra delle magie con una certa sequenza. Qui occorrerà fare combo e difendersi dinamicamente.
Oltre a questo si caratterizza per essere un MMORPG ibrido: la prima parte si svolgerà completamente "offline" quindi, anche se il giocatore rimane sempre collegato al server ufficiale, i primi venti livelli saranno giocati in modalità singola prima di poter accedere al vero mondo persistente.
Il gioco contiene anche un sistema di crafting che si basa su delle professioni. Il giocatore ha l'opportunità di diventare un Crafter al livello 40.

## Edizioni pubblicate
Il 23 maggio 2008 furono messe in vendita due edizione del gioco:
- Una normale contenente: manuale a colori, codice per far giocare un amico, 2 DVD e 30 giorni di gioco.
- Un'edizione da collezione contenente: 2 oggetti esclusivi disponibili all'interno del gioco, mappa di Hyboria in similpelle, manuale a colori, artbook da 124 pagine, DVD "Making of AoC", esclusiva Colonna Sonora su CD, Buddy card (per cinque amici, 30 giorni di gioco gratuito).

Oltre a queste due edizioni è stato disponibile fino a una settimana prima del rilascio, a chi faceva il preordine del gioco, un "Early Access" (possibilità di giocare dal 17 maggio, anziché dal 23) con due cavalcature speciali disponibili. Gli Early Access distribuiti sono comunque stati molti di meno rispetto ai preordini del gioco, e sono stati esauriti in breve tempo.
Nel maggio del 2010 venne messa in commercio la prima espansione chiamata "Rise of the Godslayer", che aggiunse nuove mappe PVE per giocatori di livello alto, una nuova razza giocabile, un nuovo sistema di avanzamento orizzontale (alternative advance), nuovi dungeon, nuovi raid, nuove fazioni, ecc.
Nel giugno del 2011 il gioco adottò un sistema F2P (free to play) per cui non era più necessario pagare un abbonamento mensile e/o comprare il gioco. L'abbonamento non venne tolto, ma rimase per gli utenti definiti "premium" che avevano accesso a tutti i contenuti del gioco, mentre agli utenti "free" (coloro che giocano senza pagare) era preclusa una parte di contenuti, soprattutto dopo la fine della campagna.
Ad agosto del 2011 venne pubblicato un nuovo expansion pack, chiamato "Savage coast of Turan", dalle dimensioni più ridotte rispetto alla prima espansione, in tema col nuovo film di Conan il barbaro uscito nello stesso periodo. Questo espansion pack aggiungeva una nuova mappa per personaggi di livello 50/60 e vari dungeon e un nuovo raid per personaggi di livello 80.